# العلاقات اليابانية الكيريباتية
العلاقات اليابانية الكيريباتية هي العلاقات الثنائية التي تجمع بين اليابان وكيريباتي.

## مقارنة بين البلدين
هذه مقارنة عامة ومرجعية للدولتين:
| وجه المقارنة                                              | اليابان         | كيريباتي                        |
| --------------------------------------------------------- | --------------- | ------------------------------- |
| المساحة (كم2)                                             | 377.97 ألف      | 811                             |
| عدد السكان (نسمة)                                         | 126.79 مليون    | 116.40 ألف                      |
| الكثافة السكانية (ن./كم²)                                 | 335.45          | 14.35 ألف                       |
| العاصمة                                                   | طوكيو           | جنوب تاراوا                     |
| اللغة الرسمية                                             | اللغة اليابانية | لغة إنجليزية، اللغة الكيريباتية |
| العملة                                                    | ين ياباني       | دولار كريباتي، دولار أسترالي    |
| الناتج المحلي الإجمالي (بليون دولار)                      | 4.87 تريليون    | 196.15 مليون                    |
| الناتج المحلي الإجمالي (تعادل القوة الشرائية) بليون دولار | 5.18 تريليون    | 224.26 مليون                    |
| الناتج المحلي الإجمالي الاسمي للفرد دولار أمريكي          | 34.52 ألف       | 1.42 ألف                        |
| الناتج المحلي الإجمالي للفرد دولار أمريكي                 | 36.62 ألف       | 1.81 ألف                        |
| مؤشر التنمية البشرية                                      | 0.903           | 0.590                           |
| رمز المكالمات الدولي                                      | +81             | +686                            |
| رمز الإنترنت                                              | .jp             | .ki                             |
| المنطقة الزمنية                                           | توقيت اليابان   |                                 |

## منظمات دولية مشتركة
يشترك البلدان في عضوية مجموعة من المنظمات الدولية، منها:
| علم المنظمة | اسم المنظمة                   | تاريخ انضمام اليابان | تاريخ انضمام كيريباتي |
| ----------- | ----------------------------- | -------------------- | --------------------- |
|             | يونسكو                        | 2 يوليو 1951         | 24 أكتوبر 1989        |
|             | مؤسسة التمويل الدولية         | 20 يوليو 1956        | 2 أكتوبر 1986         |
|             | بنك التنمية الآسيوي           | 1966                 | 1974                  |
|             | منظمة حظر الأسلحة الكيميائية  | ?                    | ?                     |
|             | مؤسسة التنمية الدولية         | 27 ديسمبر 1960       | 2 أكتوبر 1986         |
|             | الاتحاد البريدي العالمي       | ?                    | ?                     |
|             | الاتحاد الدولي للاتصالات      | 29 يناير 1879        | 3 نوفمبر 1986         |
|             | الأمم المتحدة                 | 18 ديسمبر 1956       | 14 سبتمبر 1999        |
|             | البنك الدولي للإنشاء والتعمير | 13 أغسطس 1952        | 29 سبتمبر 1986        |

## وصلات خارجية
- موقع وزارة الخارجية اليابانية